# Andrena nisoria
Andrena nisoria är en biart som beskrevs av Warncke 1969. Andrena nisoria ingår i släktet sandbin, och familjen grävbin. Inga underarter finns listade i Catalogue of Life.